# Православ'я в Кіровоградській області

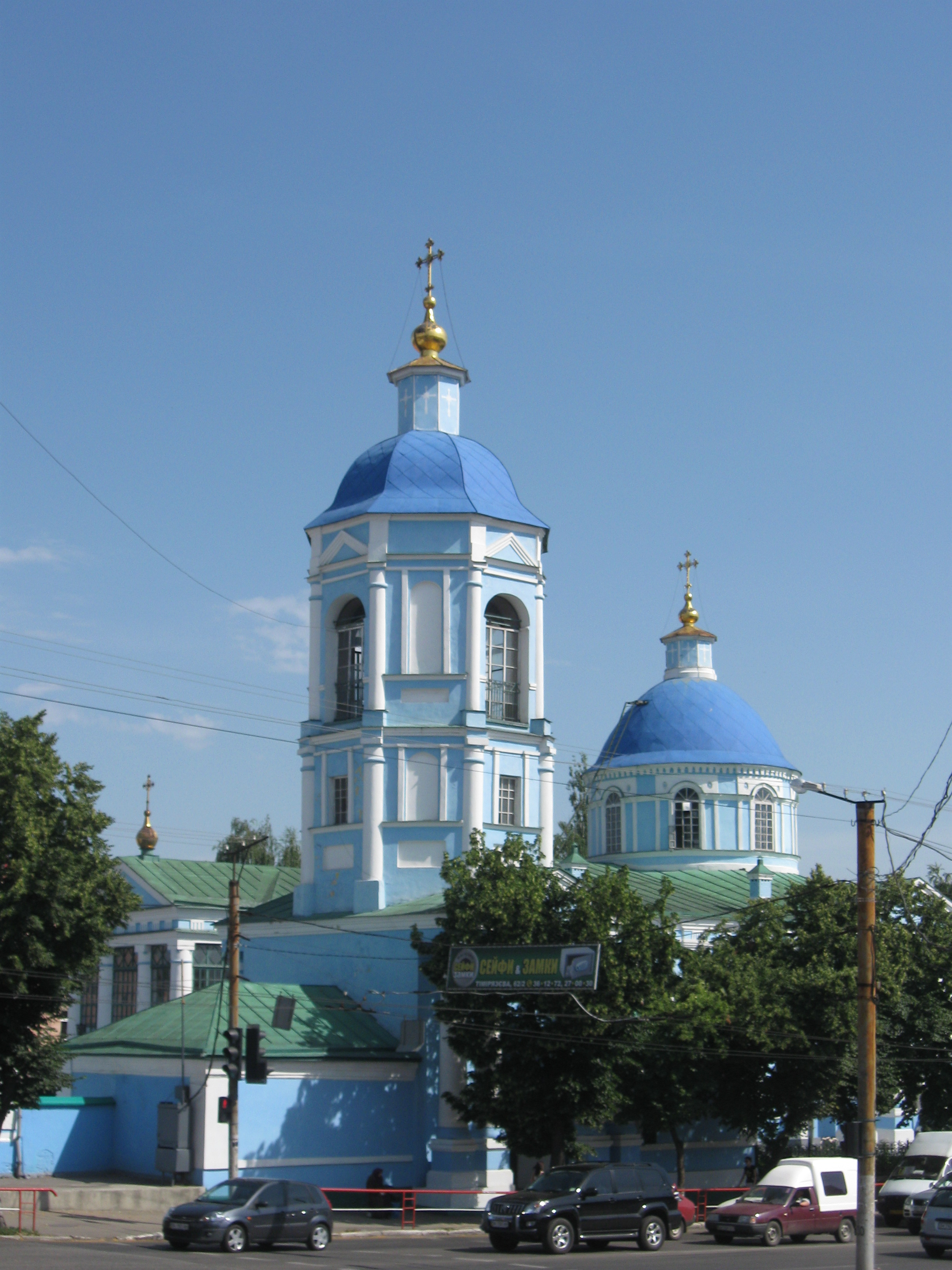
Кафедральний собор Різдва Богородиці в Кропивницькомуі

Православ'я на території сучасної Кіровоградської області уперше з'явилося, імовірно, ще в часи Київської Русі, однак остаточно його сюди принесли запорізькі козаки, що ревно захищали свою віру, зводили і прикрашали православні храми. Після входження цих територій до Російської Імперії й юрисдикційного перепідпорядкування Київської митрополії Московському патріархату, на території Новослобідського козацького полку була побудована Єлисаветградська фортеця. В околицях фортеці стали селитися переселенці — більшість з яких були православними або старообрядцями. Згодом фортеця перетворилася на місто Єлисаветград, що нині відоме як Кропивницький. До 1757 року територія області відносилася до Київської митрополії, потім переважно до Переяславської єпархії, а з 1775 до Словенської (згодом названа Катеринославською) єпархії. Із 1796 року ці землі увійшли до складу Херсонської єпархії. У 1880 році при Херсонській єпархії було відкрито Єлисаветградське вікаріатство. Після революції Православ’я в регіоні, як і всюди в Україні, зазнало великих гонінь, було вбито і заслано безліч віруючих, священників і єпископів. У 1942—1944 роках існувала Єлисаветградська єпархія Української автокефальної православної церкви. 1947 року було створено Кіровоградську єпархію Українського екзархату Російської православної церкви, що з 1991 року стала єпархією Української православної церкви (Московського патріархату). З 1992 року вона стала відповідати межам області, а в 2007 східні райони області були виділені в окрему Олександрійську єпархію. Згодом була також створена Кіровоградська єпархія Української православної церкви Київського патріархату.
Станом на 1 січня 2009 року в Кіровоградській області Українська православна церква мала дві єпархії, де налічувала 212 парафій та 2 монастирі з 28 ченцями і черницями, 175 священнослужителів, 28 недільних шкіл та 7 періодичних видань. Українська православна церква Київського патріархату мала одну єпархію із 72 парафіями, одним монастирем без ченців, 23 священнослужителя, 5 недільних шкіл та 2 періодичні видання. Українська автокефальна православна церква мала 10 парафій та 4 священнослужителя. Старообрядці мали 4 громади та 2 священнослужителя. Інша православні релігійні організації — 3 громади і 3 священнослужителя.

## Історія
Православ'я на території сучасної Кіровоградської області уперше з'явилося, імовірно, ще в часи Київської Русі, однак остаточно його сюди принесли запорізькі козаки.

### Константинопольський патріархат
До 1686 року землі, що контролювалися запорозькими козаками, підпорядковувалися Київській митрополії Константинопольського патріархату. Козаки ревно захищали свою віру, зводили і прикрашали православні храми.

### Московський патріархат
Після перепідпорядкування Київської митрополії Московському патріархату сюди поширилася юрисдикція Російської православної церкви.
У середині 18 століття розпочалося активне заселення краю вихідцями з Росії, Сербії, Болгарії. У 1752 році було адміністративно засновано Нову Сербію. Указом імператриці Єлизавети Петрівни від 11 січня 1752 року наказувалося заснувати фортецю святої Єлисавети для захисту Нової Сербії від набігів кримських татар. На височині правої сторони річки Інгулу, між річками, що впадають у неї, Грузькою і Сугоклею, на землях Запорізької Січі, південніше Нової Сербії, майже в центрі поселень Новослобідського козацького полку, 18 червня 1754 року і була закладена фортеця. Вона була заснована не тільки для захисту домівок Гусарських і Пандурських полків, які з'явилися на землях спустошеної нескінченними війнами Нової Сербії, але й як форпост Православ'я на передньому краю вікових змагань між християнськими і мусульманськими народами.
Фортеця святої Єлисавети була унікальною в своєму роді. Вона являла собою утворений земляними валами шестикутник бастіонних фортів. Вся система укріплень була оточена глибокими сухими ровами. Фортеця мала троє воріт: Троїцькі, Пречистенські та Всесвятські. Цитадель фортеці складалася з 6 бастіонів — п'ятикутних виступів, які були названі на честь святих великомучениці Катерини, первоверховного апостола Петра, святителя Олексія, митрополита Київського і всієї Русі, апостола Андрія Первозванного, благовірного князя Олександра Невського, архістратига Божого Михаїла. Між променями-бастіонами розташовувалися невеликі автономні укріплення равеліни, також оточені валами та ровами і з'єднані з цитаделлю спеціальними проїздами: Федорівський; святої праведної Анни, матері Пресвятої Богородиці; святої мучениці Наталії, дружини мученика Адріана; святого пророка і Предтечі Господнього Іоанна Хрестителя; святого Миколая Чудотворця; Печерський равелін, названий у пам'ять святих отців Києво-Печерських. Крім того, напроти равеліну святих отців Печерських, на березі річки Інгул, знаходився Сергіївський шанець — земляний горнверк, названий на честь святого преподобного Сергія Радонезького.
Могутні земляні укріплення фортеці святої Єлисавети стали головною ланкою лінії фортифікаційних споруд Нової Сербії і розташувалися посередині цього ланцюга між Дніпром та Бугом. В околицях фортеці селилися греки, молдовани, серби, росіяни-втікачі і старообрядці з Польщі та Чернігівської губернії. У такий спосіб поблизу фортеці утворилося поселення, що становило частину міста Єлисаветграда за назвою Биково. Передмістя фортеці починають поступово забудовуватись, і через тридцять років, коли із загрозою татарських набігів було покінчено, фортеця втратила своє стратегічне значення — разом з передмістями отримала права міста і стала іменуватися містом Єлисаветградом. Через 80 років Єлисаветград став повітовим центром і розпочався піввіковий період економічного та культурного піднесення міста.
Уже в 1755 році в фортеці була побудована невелика дерев'яна церква на честь Живоначальної Трійці, і до 1784 року вона іменувалася соборною. У тому ж році жителі заснованого біля стін Єлисаветинської фортеці форштадта «Поділ» побудували храм на честь свята Успіння Пресвятої Богородиці.
Від початку свого існування й до 1756 року Єлисаветград належав до кафедри київських митрополитів, як і вся Нова Сербія. У фортеці митрополитом Київським Тимофієм була утворена Єлисаветградська протопопія на чолі з протоієреєм Іоанном Орловським. Синодальною постановою 26 червня 1756 року Нова Сербія та парафії фортеці святої Єлисавети з прилеглими козацькими слободами були приєднані до Переяславської єпархії. 27 серпня 1757 року до неї ж увійшли дві протопопії Київської єпархії — Крилівська й Новомиргородська. 1764 року в цих трьох округах було 57 храмів. У 1775 році кількість церков зросла до 81, окрім того, існувало 7 каплиць у Молдавському гусарському полку. У 1778 році Успенська церква була замінена трьохпрестольним храмом.
У 1775—1778 роках із відкриттям і формуванням нової єпархії — Словенської і Херсонської — фортеця перейшла під духовну опіку першого архієрея єпархії — архієпископа Євгенія (Булгариса), місцеперебуванням якого спершу була Полтава. У 1788 році під час пожежі Успенський храм Єлисаветграду згорів, і в 1800 році завершилося будівництво шестипрестольного кам'яного храму (престоли на честь Успіння Божої Матері, Петра і Павла, святителя Миколая Чудотворця, великомучениці Варвари, святителя Іоанна Милостивого, патріарха Олександрійського і праведної Анни). Успенський собор став окрасою міста і за своїми розмірами не поступився жодному православному храму Херсонської єпархії. 28 листопада 1786 року Словенська єпархія була перейменована на Катеринославську, а у місті Єлисаветграді розташувалося Духовне Правління.
27 січня 1795 року було створено Вознесенську губернію, до складу якої входили 12 повітів, у тому числі Єлисаветградський. Але через рік губернію було розформовано й утворено Херсонську єпархію з місцеперебуванням єпархіального архієрея в Одесі.

### Єлисаветградське вікаріатство

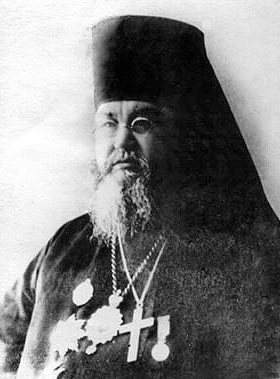
Олексій (Дородніцин), єпископ Єлисаветградський у 1905 році

Архієпископ Херсонський і Одеський Платон (Городецький) отримав дозвіл Синоду на відкриття в єпархії другого вікаріатства «з метою боротьби із сектантами» (імовірно, старообрядцями). Єпископи другого вікаріатства іменувалися Єлисаветградськими. Місцеперебування їм було відведено в Одеському Успенському чоловічому монастирі на Великому фонтані.
Першим єпископом Єлисаветградським в 1880 році став Неофіт (Неводчиков), кандидат богослов'я, автор численних статей у православній періодиці, який багато років працював на посаді інспектора та видавав «Одеський недільний листок».
Через три з половиною роки його змінив єпископ Мнемон (Вишневський). Скромний владика заслужив повагу своєю любов'ю до частих церковних служб. Коли в 1891 році постало питання про призначення єпископом Єлисаветградським Преосвященного Акакія (Заклінського), владика Мемнон залишився при єпархії, але пішов на підвищення — його перевели в Херсон першим вікарієм із титулом «Новомиргородський».
Його наступник Акакій відомий своїми літературними працями, що регулярно друкувалися в «Єпархіальних відомостях» у Херсоні, Воронежі й Томську. Він три роки поспіль був ігуменом, а згодом відбув на самостійну Олонецьку кафедру.
Наступний настоятель Іоанн (Кратиров), який прибув із Херсонської єпархії, де був єпископом Сумським, уже через рік, 23 серпня 1895 року, виїхав з Одеси в Москву на посаду єпископа Нарвського.
На посаду єпископа Єлисаветградського 25 серпня 1895 року був призначений старший член Петербурзького духовного цензурного комітету архімандрит Тихон (Морошкін), який протягом восьми років управляв Успенським монастирем. Він здобув повагу за добре ставлення до братії та парафіян.
Наступним єпископом був преосвященний Хрисанф (Щетковський) (†1906). Його наступником став ректор духовної семінарії архімандрит Анатолій (Каменський). У 1914 році єпископ Анатолій одержав призначення на Томську кафедру, а на місце вікарія був переведений єпископ Прокопій (Титов), нині причислений до лику святих.
У зв'язку з початком Першої світової війни точні відомості про подальшу ієрархії відсутні. Відомо, що в 1917 році єпископом Єлисаветградським став Павло (Колосов). З усних переказів відомо, що до 1920 року вікарієм Одеської єпархії єпископом Єлисаветградським був Преосвященний Олексій (Боженов).
У 1922 році за усними джерелами єпископом став Антоній (Панкеєв), у 1923 році кафедру очолив єпископ Онуфрій (Гагалюк), нині причислений до лику святих. Лише три дні він був на чолі пастви, як несподівано його заарештували й відправили на заслання. Три роки він підтримував духовний зв'язок і листування зі своєю паствою. У 1927 році на Єлисаветградську кафедру був призначений архієпископ Кирил (Квашенко).

#### Ієрархія
- Єпископ Неофіт (Неводчиков) (10 серпня 1880 — 6 серпня 1883)
- Єпископ Мнемон (Вишневський) (22 січня 1884 — 7 вересня 1891)
- Єпископ Акакій (Заклінський) (7 вересня 1891 — 30 квітня 1894)
- Єпископ Іоанн (Кратиров) (17 січня — 23 серпня 1895)
- Єпископ Тихон (Морошкін) (8 вересня 1895 — 1903)
- Єпископ Мнемон (Вишневський) (3 травня — 4 листопада 1903)
- Єпископ Феодосій (Олтаржевський) (30 листопада 1903 — 18 липня 1905)
- Єпископ Олексій (Дородніцин) (18 липня — 27 серпня 1905)
- Єпископ Хрисанф (Щетковський) (27 серпня 1905 — 1906)
- Єпископ Анатолій (Каменський) (10 грудня 1906 — 30 липня 1914)
- Єпископ Прокопій (Титов) (30 серпня 1914 — 1917)
- Єпископ Павло (Колосов) (1917)
- Єпископ Олексій (Баженов) (1918—1921)
- Єпископ Антоній Панкеєв (1922)
- Єпископ Онуфрій (Гагалюк) (22 січня 1923—1924)
- Архієпископ Кирил (Квашенко) (1927 — 1929), імовірно перейшов в обновленство

### Гоніння на Православну церкву
Кіровоградщина уславилась подвигом віри багатьох мучеників та сповідників. На початку 20 століття єпископ Єлисаветградський Прокопій (Тітов) (пізніше архієпископ Херсонський) подав приклад сповідування віри Христової, вміння переносити гоніння і прийняв мученицьку смерть від безбожників. За поданням Комісії по канонізації святих при Священному Синоді Української Православної Церкви він був причислений до лику святих мучеників і сповідників. Його участь розділили священномученики Антоній (Панкеєв), Онуфрій (Гагалюк) і Порфирій (Гулевич), які теж були єпископами в Єлисаветграді, та безліч непереможних сповідників православної віри, які зазнали страждань у роки тоталітаризму від своїх неправедних гонителів.
Під час Другої світової війни Успенський собор був сильно пошкоджений. Після війни храми частіше руйнували, ніж відновлювали. Тож на місці собору був побудований будинок сучасного міськвиконкому. Знесли також храм Петра і Павла, храм Вознесіння Господнього та храм на честь ікони Знамення Пресвятої Богородиці.
За часів тоталітаризму Єлисаветград утратив не тільки прекрасні архітектурні споруди та найкращу частину городян, а й свою святу назви, і був названий у 1924 році Зинов'євськом, у 1934 році — Кіровим, а в 1939 році — Кіровоградом.

### Єлисаветградська єпархія Української автокефальної православної церкви
У 1942 році почалося тимчасове відродження Православ'я в регіоні. Окрім структур автономної православної церкви у єдності з Московським патріархатом почала активно діяти Українська автокефальна православна церква, що очолювалася архієпископом Мстиславом (Скрипником) і канонічно походила від Польської православної церкви. Тут була створена Єлисаветградська єпархія, яку спершу очолив єпископ Михаїл (Хороший), а згодом єпископ Володимир (Малець).
- Єпископ Михаїл (Хороший) (12 квітня 1942 — 23 червня 1942)
- Єпископ Володимир (Малець) (23 червня 1942—1944?)

Також очільник Миколаївської єпархії УАПЦ носив титул «Кіровоградський і Миколаївський», з 23 червня 1942 року ним був єпископ Михаїл (Хороший).
Після повернення Радянським союзом контролю над регіоном ці структури припинили існування.

### Кіровоградська єпархія Українського екзархату

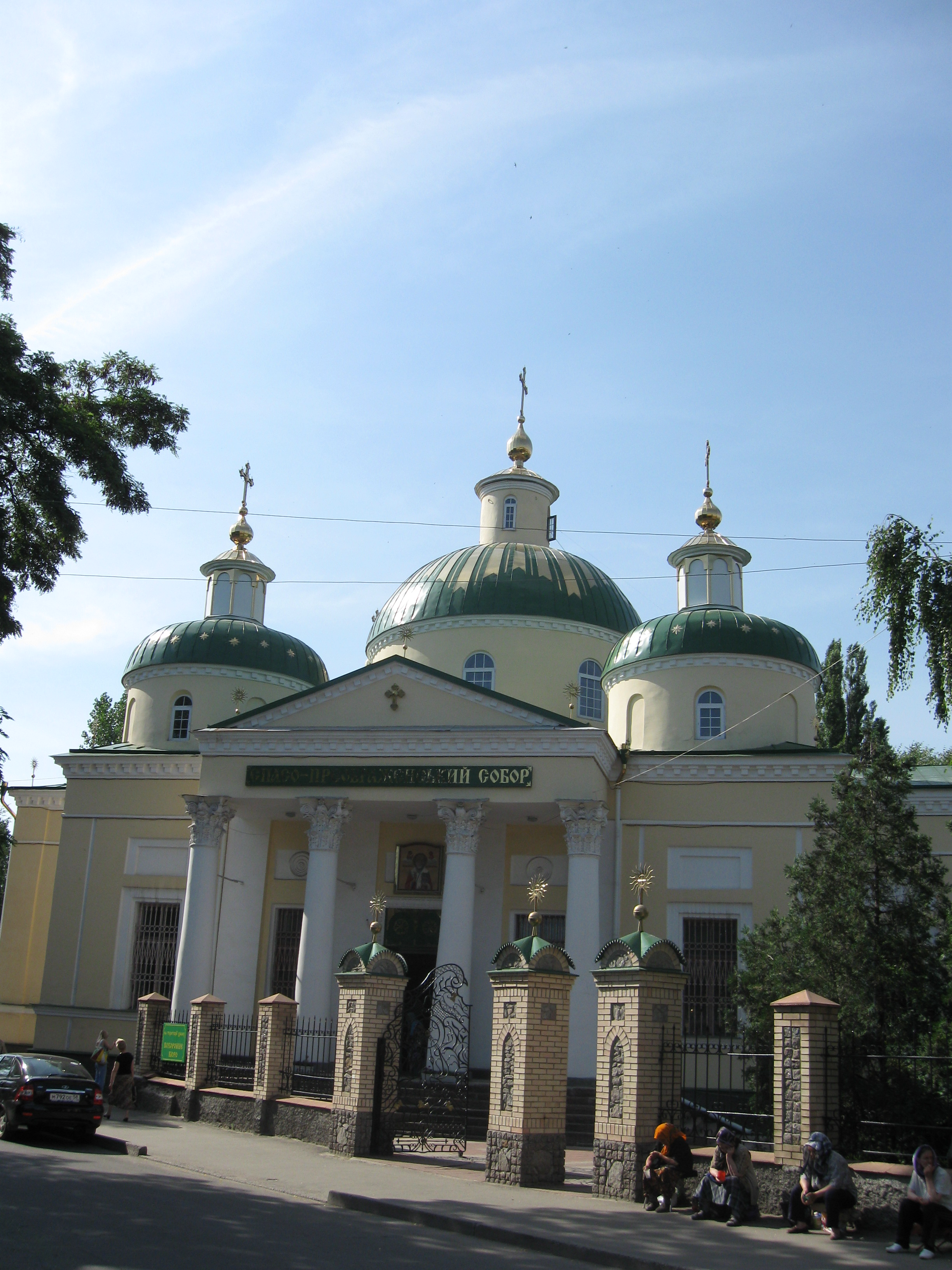
Спасо-Преображенський собор у Кропивницькому

У серпні 1944 року єпископом Кіровоградським Українського екзархату Російської православної церкви, вікарієм Херсонської єпархії став преосвященний Сергій (Ларін). У 1944 році за єпископа Сергія (Ларіна) було відроджено Одеський Успенський чоловічий монастир, духовний зв'язок з яким утвердився в дореволюційні часи.
У січні 1947 року в межах Кіровоградської області була утворена Кіровоградська єпархія. Першим її єпископом указом Святійшого Патріарха Алексія та Священного Синоду був призначений Преосвященний Михаїл (Мельник). Він мав титул «єпископ Кіровоградський і Чигиринський». За іншими відомостями першим єпископом був Михаїл (Рубинський).
У січні 1948 року була утворена Кіровоградська єпархія в нових територіально-адміністративних межах. До її складу увійшла Миколаївська область, а єпископи мали титул «Кіровоградський і Миколаївський». Першим єпископом Кіровоградським і Миколаївським став Преосвященний Феодосій (Ковернинський), переведений на Кіровоградську кафедру з Чернівецької єпархії. Його управління було плідним і успішним.
Указом Святійшого Патріарха та Священного Синоду від 21 жовтня 1949 року на Кіровоградську й Миколаївську кафедру був призначений Преосвященний Євстратій (Подільський), хіротонісував якого в Києві Святійший Патріарх Московський і всієї Русі Алексій.
Указом Святійшого Патріарха Алексія та Священного Синоду від 21 грудня 1951 року єпископи Сумський Іларіон (Прохоров) і Кіровоградський Євстратій були переміщені, посівши місце один одного. Діяльність єпископа Іларіона в Кіровоградській єпархії була короткочасною. 16 листопада 1953 року Святійший Патріарх Алексій і Священний Синод призначили єпископом Кіровоградським і Миколаївським намісника Почаївської Лаври архімандрита Інокентія (Леоферова), який прослужив 5 років.
9 грудня 1958 року на кафедру був призначений митрополит Нестор (Анісімов), який управляв до листопада 1962 року. Після смерті митрополита на місце єпископа Кіровоградського був переміщений єпископ Чернігівський Ігнатій (Демченко).
З 25 травня 1965 року до травня 1977 на чолі Кіровоградсько-Миколаївської єпархії став архієпископ Боголеп (Анцух), який опікував довірену йому паству протягом 12 років. За цей час владика здобув собі любов і повагу духовенства й віруючих. Через важку недугу архієпископ Боголеп пішов на спочинок. 16 травня 1978 року він відійшов до Господа.
З 25 жовтня 1977 року по 1 жовтня 1989 року Кіровоградсько-Миколаївську єпархію очолював єпископ Севастіан (Пилипчук). У скрутний час, будучи намісником, архімандрит Севастіан захистив Почаївську Лавру: не допустив, щоб монастир перейшов у неканонічну юрисдикцію. Під керівництвом Преосвященного Севастіана був відреставрований Кіровоградський кафедральний собор на честь Різдва Пресвятої Богородиці та багато інших храмів єпархії. Владика також мав дар зцілювати хворих. 3 лютого 1992 року, будучи на спокої в Умані Черкаської області, після нетривалої хвороби, на 78-му році життя єпископ Севастіан мирно відійшов до Господа.
З 1 жовтня 1989 року Кіровоградську кафедру очолював архієпископ Василій (Васильцев).

#### Ієрархія
1. Михаїл (Рубинський), єпископ Кіровоградський і Чигиринський (січень 1947 — січень 1948)[3]
2. Феодосій (Ковернинський), єпископ Кіровоградський і Миколаївський (січень 1948 — 21 жовтня 1949)
3. Євстратій (Подільський), єпископ Кіровоградський і Миколаївський (21 жовтня 1949 — 21 грудня 1951)
4. Іларіон (Прохоров), єпископ Кіровоградський і Миколаївський (21 грудня 1951 — 16 листопада 1953)
5. Іннокентій (Леоферов), єпископ Кіровоградський і Миколаївський (16 листопада 1953 — 9 грудня 1958)
6. Нестор (Анісімов), митрополит Кіровоградський і Миколаївський (9 грудня 1958 — листопад 1962)
7. Ігнатій (Демченко), єпископ Кіровоградський і Миколаївський (листопад 1962 — 25 травня 1965)
8. Боголеп (Анцух), архієпископ Кіровоградський і Миколаївський (25 травня 1965 — травень 1977)
9. Севастіан (Пилипчук), єпископ Кіровоградський і Миколаївський (25 жовтня 1977 — 1 жовтня 1989)
10. Василій (Васильцев), архієпископ Кіровоградський і Миколаївський (1 жовтня 1989—1991) — з 1991 у складі Української православної церкви

## Сучасність

### Українська православна церква
У 1991 році Український екзархат Російської православної церкви отримав статус самокерованої церкви з правами широкої автономії й офіційну назву «Українська православна церква». Збереглася повна ієрархічна, канонічна та юридична спадкоємність із екзархатом. Архієпископ Василій (Васильцев) продовжував очолювати Кіровоградську єпархію до 1998 року.
29 червня 1992 року Кіровоградсько-Миколаївська єпархія була розділена на дві — Кіровоградсько-Новомиргородську (з 27 грудня 1994 року Кіровоградсько-Олександрійська) та Миколаївсько-Вознесенську. Звідтоді і до 2007 року Кіровоградська єпархія відповідала межам Кіровоградської області України.
27 липня 2007 року із складу Кіровоградської єпархії було виділено Олександрійську єпархію. Після поділу Кіровоградська єпархія включала Вільшанський, Гайворонський, Голованівський, Добровеличківський, Кіровоградський, Маловисківський, Новоархангельський, Новомиргородський, Новоукраїнський, Ульяновський райони Кіровоградської області, а її архієрей носив титул «Кіровоградський і Новоархангельський» (згодом змінено на «Кіровоградський і Новомиргородський»). Олександрійська включала Долинський, Знам'янський, Компаніївський, Новгородківський, Олександрійський, Олександрівський, Онуфріївський, Петрівський, Світловодський та Устинівський райони Кіровоградської області, а її архієрей носив титул «Олександрійський і Світловодський».
Із  5 листопада 1998 р. по 10 лютого 2011 р. Кіровоградську єпархію УПЦ очолював єпископ Пантелеймон (Романовський).
Із 10 лютого 2011 р. по 23 листопада 2022 р. Кіровоградську єпархію очолював митрополит Іоасаф (Губень).
Із 23 листопада 2022 р. Кіровоградську єпархію очолює митрополит Миколай (Почтовий).
За останні 18 років зведено десятки нових культових приміщень, які стали окрасою міст і населених пунктів області. І таке будівництво триває далі. Серед визначних історичних архітектурних пам'яток — кафедральний собор Різдва Пресвятої Богородиці, Свято-Покровський храм та Спасо-Преображенський собор в м. Кропивницькому, Іллінська церква в м. Новомиргороді.
Разом з місцевими закладами культури та освіти єпархіальне управління ініціювало кілька вагомих культурно-освітніх проектів: зокрема, проведення свят духовного співу «Молюсь за тебе, Україно» та «Різдвяні передзвони», а спільно з обласним інститутом післядипломної педагогічної освіти імені .В Сухомлинського, управлінням освіти та відділом сім'ї та молоді міської ради Кропивницького та товариством «Православна просвіта» здійснюються значимі проекти духовного оформлення молоді в закладах освіти. Систематично влаштовуються науково-практичні конференції з актуальних питань духовного виховання учнів, в яких беруть участь чимало педагогів обласного центру, а також науковці з Києва, Харкова та інших міст України. Важливе значення надається також просвітницькій та видавничій діяльності. Кількість друкованих видань та їх тиражі щороку нарощуються, вдосконалюється їхній зміст і оформлення, розширюється коло читачів. Можна згадати фундаментальне історико-документальне видання — книга-альбом «Спасо-Преображенський собор», автором ідеї та керівником проекту якої став протоієрей Петро Сидора, відзначена обласною радою обласною краєзнавчою премією імені В. Ястребова.
Станом на 1 січня 2009 року в Кіровоградські області Українська православна церква мала дві єпархії, де налічувала 212 парафій та 2 монастирі з 28 ченцями і черницями, 175 священнослужителів, 28 недільних шкіл та 7 періодичних видань.

### Православна Церква України
На території області діє одна єпархія Православної церкви Київського України, яку з 1 лютого 2009 року очолює архієпископ Кіровоградський і Голованівський Марк (Левків).
Станом на 1 січня 2022 року в Кіровоградські області Православна церква України мала 127 парафій, один зареєстрований монастир без ченців, 38 священнослужителів, 5 недільних шкіл та 2 періодичні видання.

### Українська автокефальна православна церква
З часу відродження автокефального руху наприкінці 1980-х в області діє також Українська автокефальна православна церква. Однак на сьогодні її присутність тут незначна — лише 10 парафій та 4 священнослужителя.

### Інші православні релігійні організації
Історично в області було досить поширеним старообрядництво, і нині тут діє 4 старообрядницькі громади та 2 священнослужителя.
Також зареєстровано ще 3 інші православні громади з трьома священнослужителями.